# Kostas Simitis
assinatura
Konstantinos G. Simitis (Pireu, 23 de junho de 1936 – Corinto, 5 de janeiro de 2025) foi um político grego. Ocupou o cargo de primeiro-ministro da Grécia de 22 de janeiro de 1996 a 10 de agosto de 2004.

## Carreira
Kostas Simitis estudou Direito e Economia na Universidade Philipps em Marburg (1954-1959). Ele então continuou seus estudos na London School of Economics and Political Science (1961–1963). A partir de 1971 trabalhou como professor na Universidade de Konstanz, em 1971 foi nomeado professor catedrático de direito comercial e civil na Universidade Justus Liebig em Giessen, onde trabalhou até 1975. Em 1977 ele mudou para ciência política como professor Universidade de Atenas. Desde 1961, Simitits também trabalhou como advogado em Areópago, a mais alta corte de Atenas.
Simitis é irmão de Spiros Simitis, o antigo oficial de proteção de dados do Estado de Hesse e professor de direito.
O pai de Simitis era advogado, professor da Universidade de Atenas e presidente de longa data da Ordem dos Advogados do Pireu.

## Política
Simitis foi um participante ativo da resistência à ditadura dos coronéis e membro do Conselho Nacional do Movimento Pan-Helênico de Libertação (PAK). Ele escapou da prisão iminente fugindo para o exílio na Alemanha (1969–1974). Simitis é membro fundador do Movimento Socialista Pan-helênico (PASOK, em 3 de setembro de 1974), sucessor do PAK, e tornou-se membro do comitê executivo e do presidium do partido. A partir de 1985, tornou-se parlamentar do PASOK para o distrito eleitoral de Pireu. Ocupou cargos ministeriais em todos os governos e na coalizão de todos os partidos desde 1989. Após conflitos com Andreas Papandreou, líder e fundador do PASOK, Simitis foi ameaçado de expulsão do partido duas vezes.
Em 22 de janeiro de 1996, Simitis sucedeu Papandreou, que adoecera recentemente, como primeiro-ministro. Nas eleições de 1996, em setembro, o PASOK recebeu 41,49% dos votos (menos 5,39 pontos percentuais) e 162 dos 300 assentos no parlamento; Simitis formou seu segundo gabinete.
Nas eleições parlamentares de 2000, o PASOK recebeu 43,79% dos votos e 158 dos 300 assentos; Simitis formou seu terceiro gabinete.
Simitis renunciou ao cargo de primeiro-ministro em 8 de fevereiro de 2004, pouco antes das eleições parlamentares de 2004. Ele disse que queria iniciar uma mudança de geração. Seu sucessor como presidente do PASOK foi Giorgos Papandreou, a quem ele havia nomeado Ministro das Relações Exteriores em fevereiro de 1999. Papandreou também foi o principal candidato do PASOK nas eleições parlamentares; o PASOK perdeu para o ND que tinha como líder Konstantinos Karamanlis.

## Publicações
Simitis é autor de vários livros e artigos sobre questões jurídicas e econômicas, bem como sobre política.

### Obras políticas
- "Structural Opposition", Athens 1979
- "Politics, Government and Law", Athens 1981
- "Politics of Financial stabilization", N. Garganas, T. Thomopoulos, Costas Simitis, G. Spraos, introdução-prefácio: Costas Simitis, Atenas 1989, Gnosi Publications
- "Populism and Politics", N. Mouzelis, T. Lipovach, M. Spourdalakis, introduction Costas Simitis, Athens 1989, Gnosi Publications
- "Development and modernisation of the Greek Society", Athens 1989, Gnosi Publications
- "Views on the politic strategy of PASOK", Athens, 1990
- "Propositions for another politics", Athens 1992, Gnosi Publications
- "Nationalist Populism or national strategy;", Athens 1992, Gnosi Publications
- "Let's dare united", Athens 1994
- "For a strong society and a strong Greece", Athens 1995, Plethron Publications
- "For a financially strong and socially fair Greece", Athens 2002, Kastanioti Publications
- "For a strong in Europe and in the world Greece", Athens 2002, Kastanioti Publications
- "For a strong, modern and democratic Greece", Athens 2002, Kastanioti Publications
- "Politics for a Creative Greece 1996–2004" ("Πολιτική για μια Δημιουργική Ελλάδα 1996–2004" in Greek), Athens 2005, Polis Publications
- "Objectives, Strategy and Perspectives", Athens 2007, Polis Publications
- "Democracy in Crisis?", Athens 2007, Polis Publications